# Aleksandr Voronin
Aleksandr Nikiforovich Voronin (en russe : Александр Никифорович Воронин, né le 23 mai 1951 à Tcheliabinsk et mort le 26 septembre 1992) est un haltérophile russe qui concourait pour l'Union soviétique.
Quatre fois champion d'Europe et deux fois champion du monde dans la catégorie des moins de 52 kg, Voronin a connu la consécration en 1976, aux Jeux olympiques de Montréal, où il s'est imposé devant le Hongrois György Kõszegi et l'Iranien Mohammad Nassiri. Cette victoire lui a valu le titre de Maître émérite du sport de l'URSS. 
Il a établi treize records du monde, entre 1975 et 1980.
Diplômé en éducation physique en 1978, à Prokopievsk, il a exercé après son retrait des compétitions une activité d'entraîneur. Il est mort accidentellement en 1992, après avoir voulu descendre du toit de son immeuble à l'aide d'une corde, qui s'est rompue, jusqu'à la fenêtre de son appartement dont il avait oublié les clés.
Son fils Dmitry, né en 1980, également haltérophile, a été champion de Russie.